# Radikal 8
Das Radikal 8 mit der Bedeutung „Deckel“ ist eines von 23 der 214 traditionellen Radikale der chinesischen Schrift, die mit zwei Strichen geschrieben werden.
Das Zeichen sieht dem Hangeulzeichen ㅗ „o“ ähnlich.
Mit 15 Zeichenverbindungen in Mathews’ Chinese-English Dictionary kommt es relativ selten vor. Im Kangxi-Wörterbuch waren es 38 Schriftzeichen, die unter diesem Radikal zu finden sind.
Das Radikal Deckel nimmt nur in der Langzeichen-Liste traditioneller Radikale, die aus 214 Radikalen besteht, die 8. Position ein. In modernen Kurzzeichen-Wörterbüchern kann es sich an ganz anderer Stelle finden. Im Neuen chinesisch-deutschen Wörterbuch aus der Volksrepublik China steht es zum Beispiel an 9. Stelle.
Der Strichpunkt 亠 war ursprünglich kein Radikal, sondern wurde erst im Kangxi-Wörterbuch dazu gemacht, um schwer einzuordnende Zeichen zu klassifizieren wie zum Beispiel:
| Zeichen | Erklärung    |
| ------- | ------------ |
| 亢      | hochmütig    |
| 亥      | 12. Erdzweig |

Sind die ersten beiden Striche eines Zeichens 亠, so stammen sie wahrscheinlich von diesem Radikal, wie z. B. in 帝 (di = Kaiser), 就 (jiu = dann) oder dem Familiennamen 赢 Ying.
Andernfalls kann ein Zeichen wie zum Beispiel 裹 oder 衰 aber auch vom Radikal 145 衣 stammen, wie dort erläutert ist.

## Schriftzeichenverbindungen, die vom Radikal 8 regiert werden
| Striche | Zeichen      |
| ------- | ------------ |
| +0      | 亠           |
| +01     | 亡           |
| +02     | 亢 亣        |
| +04     | 交 亥 亦 产  |
| +05     | 亨 亩 亪     |
| +06     | 享 京        |
| +07     | 亭亮亯亰亱亲 |
| +08     | 亳           |
| +10     | 亴 亵        |
| +11     | 亶 亷        |
| +14     | 亸           |
| +20     | 亹           |

 Im Unicodeblock Kangxi-Radikale ist das Radikal 8 unter der Codepointnummer 12.039 (U+2F07) codiert.